# 石原和幸
石原 和幸（いしはら かずゆき、1958年1月14日 - ）は、長崎市出身の景観アーティスト。庭園デザイナー。株式会社石原和幸デザイン研究所代表取締役。
ガーデニングの本場・イギリスの「チェルシー・フラワー・ショー」で3年連続（2006年 - 2008年）ゴールドメダル受賞   。よしもとクリエイティブエージェンシー所属（マネジメント契約）。

## 経歴
（石原和幸『世界一の庭師の仕事術』WAVE出版。より）

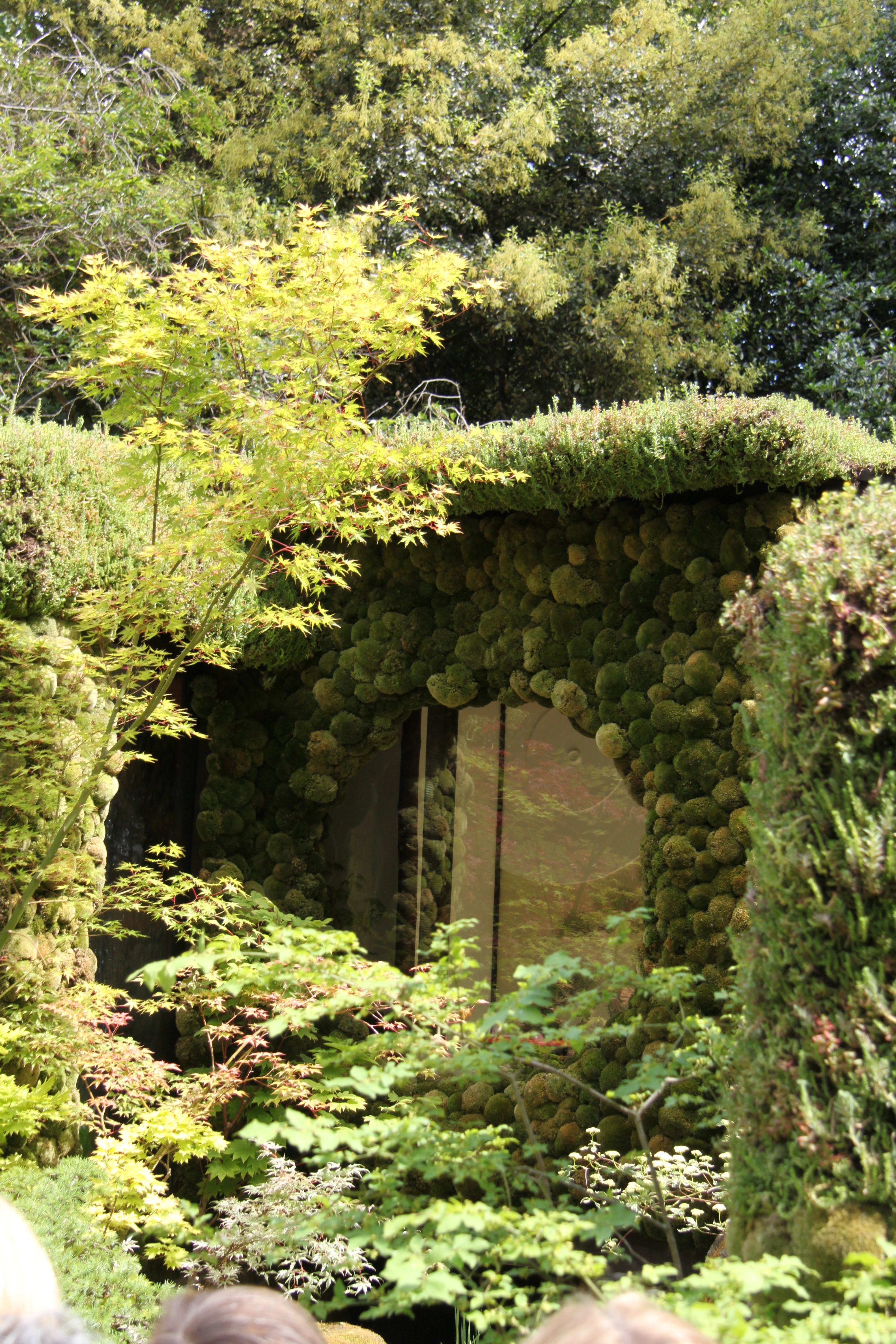
石原のブログ英語版に掲載された彼のショーガーデン、Togenkyo（桃源郷　Tōgenkyō、 「ピーチブロッサムユートピア」として 　中国の「桃源郷」へのほのめかし）2014年のチェルシーフラワーショーで金メダルと最優秀職人賞を受賞

1958年1月14日、長崎市で生まれる。久留米工業大学 では、交通機械工学科に所属。当時の夢は「モトクロスのレーサーになりたい」。卒業後、自動車販売会社「マツダオート長崎」に就職。整備士となる。整備の仕事の傍ら、大学時代に知人から「花屋はもうかるぞ」と聞かされていたことが頭の片隅に残っており、生け花の本流「池坊」に入門。22歳のときで、池坊で生け花の勉強を開始し、強く感動、23歳の頃、「人生これで行くんだ」と決意。勤務先近くの路上販売の生花店に「給料なしで雇ってください」と飛びこむ。
25歳の時、独立。実家の牛小屋を改造して「花風」という名称で開店。1982年7月、長崎大水害に見舞われ、全財産である軽トラックが流され、花畑も全滅する。
その後、生花販売の「花泉」に雇われる。商店街の店舗を1人で受け持ち、畳一畳のスペースながら、月300万円もの売り上げをあげるようになる。その秘訣は、お客さんのよろず相談、頼まれ事をひたすら引き受けたこと。いつも走って花を届けるため、「銅座のカール・ルース」とあだ名される。
29歳で再び独立したが、花市場に入る許可が得られなかった。直接生産者のところに足を運び、花を仕入れていたところ、知人から福岡県 久留米市の花市場を紹介される。長崎から片道3-4時間かけ、車で寝泊まりしながら仕入れに通う。
長崎一の繁華街・銅座で、自販機置き場など小さなスペースに次々と店を出し、2年間で30店をオープン。心に抱いたモットーは「花を売らずに、夢を売る」。時には、3000円の花束を長崎から福岡まで自ら届けるなど、採算を度外視した行動で顧客を感動させ、ファンを増やしていった。
35歳の頃から庭づくりを始める。37歳の時、父親の死をきっかけに「自分は何のために生きているのか」と考え始める。
41歳の時、石原の成功を聞きつけた大手商社から合弁会社設立のアプローチを受ける。計画では「全国800店、従業員数千人。5年後には株式を店頭公開する」というもの。東京進出し、港区白金に本社を置く。ところが売り上げは伸びず、8億円の負債を抱え、2年で会社をたたむ。
長崎で原点に戻り、庭づくりと花の販売で、借金を返済。45歳の時、世界一権威のある庭と花のコンテスト「チェルシー・フラワー・ショー」の存在を知る。現地イギリスでレベルの高さを目の当たりにして衝撃を受け、挑戦を決意する。
2004年、「チェルシー・フラワー・ショー」初挑戦。銀メダルに当たるシルバーギルトを受賞。2005年、長崎市から特別表彰を受ける。
2006年、「チェルシー・フラワーショー」再挑戦で、初めてゴールドメダルを受賞。2007年、「チェルシー・フラワーショー」で再びゴールドメダルを受賞。
2008年、「チェルシー・フラワーショー」で3年連続でゴールドメダルを受賞。
2009年10月3日、東日本ハウスと業務提携を結び、同社モデルハウスのデザインや同社ガーデニングセミナーなど行う。
2011年、「チェルシー・フラワーショー」で、作品の庭の前でエリザベス女王と談笑。その様子が英国BBCに報じられる。その際、女王から「あなたは緑の魔法使い(Green Switch)ね」と言われ、以後これが彼の呼び名となる。
2012年、「チェルシー・フラワーショー」で、ゴールドメダル受賞。アーティザンガーデン部門第1位。ベストガーデン賞受賞。
2012年3月9日、羽田空港国内線 第1旅客ターミナル内の屋内庭園「花の楽園」(150m2)を手がける。2012年3月頃、「花と緑の力で幸せな人を増やしたい」という石原氏の思いに共鳴した人々が、勝手連的組織「石原和幸サポーターズ」を発足、支援の取り組みを行っている。
2013年、「チェルシー・フラワーショー」で、ゴールドメダル受賞。アーティザンガーデン部門第1位。ベストガーデン賞2年連続受賞。
2014年、「チェルシー・フラワーショー」で、ゴールドメダル受賞。アーティザンガーデン部門第1位。ベストガーデン賞3年連続受賞。
2015年、「チェルシー・フラワーショー」で、ゴールドメダル受賞。アーティザンガーデン部門第1位。
2016年、「チェルシー・フラワーショー」で、ゴールドメダル受賞。アーティザンガーデン部門第1位。プレジデントアワード受賞。
2016年、JR大阪駅北側の再開発エリア「うめきた2期」の庭園「うめきたガーデン」の2つの庭園や10万株の花畑をプロデュース(開園10月7日、運営は産経新聞社など)。そのほか、新潟県の妙高高原、長崎県の雲仙普賢岳で、花と緑で町をよみがえらせる「里山プロジェクト」に取り組んでいる。
2017年、「チェルシー・フラワーショー」で、ゴールドメダル受賞。アーティザンガーデン部門第1位。
2018年、「チェルシー・フラワーショー」で、ゴールドメダル受賞。アーティザンガーデン部門第1位。ベストガーデン賞5度目の受賞。今回で10度目のゴールドメダルを受賞。
2019年、「チェルシー・フラワーショー」で発表した都市環境から自然環境への切り替えをテーマとした職人の庭「Green Switch」はつくし、アイリス、カエデ、苔、松、クレソンが植えられており、2つの滝と茶室を設けている。本作品は「チェルシー・フラワーショー」で、ゴールドメダル受賞。アーティザンガーデン部門第1位。今回で11度目のゴールドメダルを受賞。本作品でゴールドメダルを8年連続受賞。

## 作品
いずれも基本的に、石原氏が育った長崎の里山風景を原点としている。
- 「源」
熊本県 南阿蘇村で着想を得る。雨が大地にしみ込み、川の流れとなり、海にそそぎ、やがて再び雲となる、という循環を表現。2004年英国チェルシーフラワーショー出品作品。シルバーギルトメダル受賞。シックガーデン部門第2位
- 「青嵐」
初夏に吹きわたる青葉を揺らす風がコンセプト。2006年英国チェルシーフラワーショー出品作品。ゴールドメダル受賞。シックガーデン部門第1位。ベストシックガーデン受賞。
- 「雲庭」
2007年英国チェルシーフラワーショー出品作品。ゴールドメダルを受賞。シティガーデン部門第1位。
- 「緑の扉」
2008年英国チェルシーフラワーショー出品作品。ゴールドメダル受賞。アーバンガーデン部門第1位。
- 「緑風庭」
2008年シンガポール・ガーデン・フェスティバル出品作品。ランドスケープガーデン部門ゴールドメダル受賞。Best of show賞。
- 「風花-kazahana-」
2010年英国チェルシーフラワーショー出品作品。シルバーメダル受賞。ショーガーデン部門第3位。
- 「花の楽園-緑の詩をきかせたい-」
2011年英国チェルシーフラワーショー出品作品。シルバーメダル受賞。ショーガーデン部門第3位。
- 「里山のくらし～本原3丁目309番地」
2012年英国チェルシーフラワーショー出品作品。アーティザンガーデン部門ゴールドメダル受賞。アーティザンガーデン部門第1位。ベストガーデン受賞。
- 「An Alcove Garden 床の間ガーデン」
2013年英国チェルシーフラワーショー出品作品。アーティザンガーデン部門ゴールドメダル受賞。アーティザンガーデン部門第1位。ベストガーデン賞2年連続受賞
- 「桃源郷」  2014年英国チェルシーフラワーショー出品作品。アーティザンガーデン部門ゴールドメダル受賞。アーティザンガーデン部門第1位。ベストガーデン賞3年連続受賞

- 「江戸の庭」 2015年英国チェルシーフラワーショー出品作品。アーティザンガーデン部門ゴールドメダル受賞。

- 「ガレージガーデン」  2016年英国チェルシーフラワーショー出品作品。アーティザンガーデン部門ゴールドメダル受賞。プレジデントアワード受賞。

- 「御所の庭」 2017年英国チェルシーフラワーショー出品作品。アーティザンガーデン部門ゴールドメダル受賞。

- 「おもてなしの庭」 2018年英国チェルシーフラワーショー出品作品。アーティザンガーデン部門ゴールドメダル受賞。ベストガーデン賞5度目の受賞。

- 「グリーンスイッチ」 2019年英国チェルシーフラワーショー出品作品。アーティザンガーデン部門ゴールドメダル受賞。アーティザンガーデン部門第1位。

## 活動

### 商業施設の緑化
- 里山と店舗の融合事業
「隠れ家ダイニング青山風花」（Bar風花）と「flower＆cafe風花」（東京都港区南青山）。「都会の中の里山」がコンセプト。店内の緑は、草花や盆栽、観葉植物など100種類以上。
- 老健施設の緑化
わかば会（長崎）など。角人々や働く人々が安らげる空間づくり。
- ランドスケープデザイン
リゾート施設のランドスケープデザインや分譲マンション・分譲建売物件のデザイン
- 旅館のリガーデン事業
有福温泉ぬしや（島根県 江津市）など。旅館の緑化デザインや、プロデュースを行う。
- 壁面緑化
殺風景になりがちな店舗やビルなどの壁面を、奥内、屋外問わず、緑の植物で覆う。見た目の爽やかさはもちろん、気温上昇の抑制効果などある。

### セミナー
園芸愛好家向けのセミナーのほか、起業家向け、町おこし、花を通じてのセラピーなど、様々なテーマで実施している。

### 緑化活動
国内外問わず、花や木を植える活動を実施。企業のCSR活動「カンパニーツリープロジェクト」も手がける。

### テラコッタドール
植木鉢を用いた大きな緑の人形（テラコッタドール）の制作。

## 出演

### テレビ番組
- ソロモン流（2008年8月3日・2012年4月22日、テレビ東京）
- ぶらり途中下車の旅（2010年8月28日、日本テレビ）
- 男たちのクレド（2010年11月25日、テレビ東京）
- 課外授業 ようこそ先輩（2011年12月3日、NHK総合テレビ）
- 一流魂（2012年3月4日、TOKYO MX）
- 新報道2001（フジテレビ系列）7時30分 - 8時55分
- 逆転人生（2020年10月19日、NHK総合）
- 情熱大陸（2023年6月25日、MBS・TBS系列局）

### ラジオ番組
- 石原和幸の花の楽園[20][21]（2012年4月7日 - 2012年9月29日、K-MIX、土曜10:55-11:00）
- 石原和幸のフラワーレター（2020年11月 - 、LOVE FM、木曜9:20頃(『Top of the Morning』内[22])）